# The Rapture (banda)
The Rapture foi uma banda estadunidense de rock, que mescla influências de vários gêneros em seu som, incluindo post-punk, dance-punk, acid house, disco music, eletrônica e indie rock.

## História
O The Rapture foi formado em 1998 pelo baterista Vito Roccoforte e pelo vocalista/guitarrista Luke Jenner. Após se mudarem para Nova Iorque, o baixista Brooks Bonstin sai da banda, dando lugar a Matt Safer. Em 1999, o grupo lança seu álbum debut, intitulado "Mirror".
Após dois anos de turnês e shows incessantes, lançam o EP de seis faixas "Out of the Races and Onto the Tracks" pelo selo Sub Pop. A banda foi uma das responsáveis pelo post-punk revival no começo dos anos 2000, e mesclou influências eletrônicas, e elementos do dance, assinando com a DFA Records. Em 2002, Gabriel Andruzzi entra para a banda, como tecladista e saxofonista. Em 2003, lançam o álbum Echoes, disco este que abriu as portas para a banda.
Após passarem os anos de 2004 e 2005 em tour com bandas como Funeral for a Friend, Franz Ferdinand, Cursive, Interpol, Mogwai e The Cure, lançam o álbum "Pieces of the People We Love" em 2006, mostrando um som mais refinado e menos angular, gerando críticas díspares entre fãs e a crítica especializada.
Fizeram tour com o The Killers em 2006 na Academmia de música de Brixton e com o Daft Punk em 2007.
A banda se separou em 2014.

## Integrantes

### Integrantes atuais
- Luke Jenner - vocal, guitarra
- Gabriel Andruzzi - teclado, saxofone, percussão e vocal
- Vito Roccoforte - bateria, percussão

### Ex-integrantes
- Brooks Bonstin - baixo, vocal
- Christopher Relyea - teclado, vocal
- Matt Safer - baixo, vocal

## Discografia

### Álbuns
- 1999: Mirror
- 2003: Echoes
- 2006: Pieces of the People We Love
- 2011: In the Grace of Your Love

### EP's &singles
- 1998: The Chair That Squeaks
- 2001: Out of the Races and Onto the Tracks
- 2002: House of Jealous Lovers
- 2003: Killing / Give Me Every Little Thing
- 2004: Love Is All
- 2004: Sister Saviour
- 2006: Get Myself Into It
- 2006: Whoo! Alright — Yeah… Uh Huh
- 2007: Pieces Of The People We Love
- 2007: Live from SoHo (Exclusivo via iTunes)

### DVD
- 2004: Is Live, and Well, in New York City